# Yodrak Salakjai
Niphon Plaiwan, bedre kendt med kunstnernavnet ยอดรัก สลักใจ / Yodrak Salakjai (født 8. februar 1956, død 9. august 2008) var en thailandsk sanger.

## Diskografi
- Jam Jai Doo
- Mareng Mai Ma Ying
- Sam Sib Yang Jaew
- Jakkayan Khon Jon
- Aao Nae
- Kha Tha Ma Ha Ni Yom
- Phra Rong Nang Rong Hai
- Tha Han Ruea Ma Laew